# سانت أوغوستان (مترو باريس)
سانت أوغوستان (بالفرنسية: Saint-Augustin)‏ هي محطة مترو تابعة لمترو باريس تقع في فرنسا في الدائرة الثامنة في باريس.

## مقالات ذات صلة
- مترو باريس
- قائمة محطات مترو باريس